# Draconarius patellabifidus
Draconarius patellabifidus är en spindelart som beskrevs av Wang 2003. Draconarius patellabifidus ingår i släktet Draconarius och familjen mörkerspindlar. Inga underarter finns listade i Catalogue of Life.